# 스포츠타임
《KBS 스포츠타임》은 대한민국 KBS 2TV에서 월요일 ~ 목요일 저녁 6시 10분에 방송되었던 한국방송공사의 저녁 스포츠뉴스 프로그램이자 KBS 6시 뉴스타임의 스포츠뉴스 코너였다.

## 기획 의도
주요 스포츠 소식에 건강정보를 담아냈던 한국방송공사의 저녁 스포츠뉴스 프로그램이었다.

## 방송 시간
| 방송 채널 | 방송 기간                           | 방송 시간                                       |
| --------- | ----------------------------------- | ----------------------------------------------- |
| KBS 2TV   | 2005년 5월 2일 ~ 2005년 9월 30일    | 평일 저녁 8시 30분 ~ 8시 40분 (10분)            |
| KBS 2TV   | 2005년 10월 31일 ~ 2006년 3월 31일  | 평일 저녁 8시 45분 ~ 8시 55분 (10분)            |
| KBS 2TV   | 2006년 4월 3일 ~ 2008년 3월 28일    | 평일 저녁 8시 40분 ~ 8시 50분 (10분)            |
| KBS 2TV   | 2008년 11월 17일 ~ 2009년 4월 27일  | 평일 저녁 8시 40분 ~ 8시 50분 (10분)            |
| KBS 2TV   | 2011년 1월 3일 ~ 2011년 5월 27일    | 평일 저녁 8시 40분 ~ 8시 50분 (10분)            |
| KBS 2TV   | 2009년 10월 20일 ~ 2010년 12월 31일 | 평일 저녁 8시 35분 ~ 8시 50분 (15분)            |
| KBS 2TV   | 2011년 5월 30일 ~ 2011년 11월 4일   | 평일 아침 7시 50분 ~ 8시 (10분)                 |
| KBS 2TV   | 2011년 11월 7일 ~ 2013년 12월 27일  | 평일 오전 11시 10분 ~ 11시 20분 (10분)          |
| KBS 2TV   | 2016년 7월 25일 ~ 2017년 3월 30일   | 월요일 ~ 목요일 저녁 6시 10분 ~ 6시 20분 (10분) |

## 앵커

### 역대 앵커

#### 남성
| 역대 | 진행자                             | 진행 기간                           | 비고  |
| ---- | ---------------------------------- | ----------------------------------- | ----- |
| 1대  | 배재성 논설(해설)위원              | 2005년 5월 2일 ~ 2005년 9월 30일    |       |
| 2대  | 이광용 前 아나운서                 | 2005년 10월 31일 ~ 2006년 3월 31일  | [ 2 ] |
| 3대  | 이광용 前 아나운서                 | 2008년 11월 17일 ~ 2009년 4월 17일  | [ 3 ] |
| 4대  | 오언종 아나운서                    | 2009년 10월 20일 ~ 2013년 10월 18일 |       |
| 5대  | 김기만 아나운서실 차장             | 2013년 10월 21일 ~ 2013년 12월 27일 |       |
| 6대  | 박태원 아나운서실 아나운서1부 팀장 | 2016년 7월 25일 ~ 2016년 8월 25일   | [ 5 ] |
| 7대  | 이영호 아나운서                    | 2016년 8월 29일 ~ 2017년 3월 30일   |       |

#### 여성
| 역대 | 진행자          | 진행 기간                           | 비고 |
| ---- | --------------- | ----------------------------------- | ---- |
| 1대  | 이선영 아나운서 | 2006년 4월 3일 ~ 2007년 11월 2일    |      |
| 2대  | 이정화 기자     | 2007년 11월 5일 ~ 2008년 3월 28일   |      |
| 3대  | 김보민 아나운서 | 2009년 10월 20일 ~ 2013년 10월 18일 |      |
| 4대  | 박지현 아나운서 | 2013년 10월 21일 ~ 2013년 12월 27일 |      |

## 타이틀 변천사
| 역대 | 타이틀            | 방송 기간                                                             |
| ---- | ----------------- | --------------------------------------------------------------------- |
| 1대  | KBS 스포츠타임    | 2005년 5월 2일 ~ 2006년 3월 31일                                      |
| 2대  | KBS 투데이 스포츠 | 2006년 4월 3일 ~ 2007년 11월 2일                                      |
| 3대  | 뉴스타임 스포츠   | 2007년 11월 5일 ~ 2008년 3월 28일                                     |
| 4대  | 스포츠 IN 스포츠  | 2008년 11월 17일 ~ 2009년 4월 17일                                    |
| 5대  | KBS 스포츠타임    | 2009년 10월 20일 ~ 2013년 12월 27일 2016년 7월 25일 ~ 2017년 3월 30일 |

## 결방
- 2005년 10월 3일 ~ 2005년 10월 28일 : 가을 개편 및 재정비로 인한 결방

## 같이 보기
- KBS 6시 뉴스타임

## 경쟁 프로그램
- KBS 스포츠 9(KBS 1TV)
- MBC 스포츠뉴스(MBC)
- SBS 스포츠뉴스(SBS)
- 통쾌하다 스포츠(OBS)